# Liste der Nummer-eins-Hits in Australien (2025)
Dies ist eine Liste der Nummer-eins-Hits in Australien im Jahr 2025. Es liegen die offiziellen Top-50-Single- und Albumcharts der Australian Recording Industry Association (ARIA) zugrunde. Sie basieren auf den Verkäufen von Songs und Alben in Australien sowie bei den Singlecharts auch auf den Aufrufen der Lieder bei Musikstreaming-Anbietern.

## Singles
| ← 2024 ← | Liste der Nummer-eins-Hits in Australien | Liste der Nummer-eins-Hits in Australien  | Liste der Nummer-eins-Hits in Australien |                           |
| \| Zeitraum \| Wo. ges. \| Interpret \| Titel Autor(en) \| Zusätzliche Informationen \| \| (Zeitraum, Wochen auf Platz eins, Interpret, Titel, Autor[en], zusätzliche Informationen) \| \| \| \| \| \| ----------------------------------------------------------------------------------------- \| -------- \| ----------------------------------------- \| ------------------------------------------------------------------------------------------------------------------------------------------------------------------------------------------------------------------------------------------ \| ------------------------- \| \| 30. Dezember 2024 – 5. Januar 2025 1 Woche (insgesamt 9) \| 9 \| Mariah Carey \| All I Want for Christmas Is You Walter N. Afanasieff, Mariah Carey \| – \| \| 6. Januar 2025 – 2. Februar 2025 4 Wochen (insgesamt 14) \| 14 \| Rosé & Bruno Mars \| Apt. Theron Makiel Thomas, Philip Martin Lawrence II, Michael Donald Chapman, Peter Gene Hernandez, Christopher Steven Brown, Rogét Lufti Chahayed, Park Chae-young, Nicholas Barry Chinn, Omer Fedi, Henry Russell Walter, Amy Rose Allen \| – \| \| 3. Februar 2025 – 16. Februar 2025 2 Wochen \| 2 \| Lola Young \| Messy Lola Emily Mary Young, Conor Luke Dickinson \| – \| \| 17. Februar 2025 – 2. März 2025 2 Wochen \| 2 \| Kendrick Lamar \| Not Like Us Raymond Charles Robinson, Sean Aaron Momberger, Kendrick Lamar Duckworth, Dijon Isaiah McFarlane \| – \| \| 3. März 2025 – 23. März 2025 3 Wochen (insgesamt 14) \| 14 \| Rosé & Bruno Mars \| Apt. Theron Makiel Thomas, Philip Martin Lawrence II, Michael Donald Chapman, Peter Gene Hernandez, Christopher Steven Brown, Rogét Lufti Chahayed, Park Chae-young, Nicholas Barry Chinn, Omer Fedi, Henry Russell Walter, Amy Rose Allen \| – \| \| 24. März 2025 – 30. März 2025 1 Woche \| 1 \| Doechii \| Anxiety Jaylah Ji’mya Hickmon, Walter Andre E. De Backer, Luiz Floriano Bonfá \| – \| \| 31. März 2025 – 27. Juli 2025 17 Wochen \| 17 \| Alex Warren \| Ordinary Alexander Warren Hughes, Adam Yaron, Caleb Shapiro, Margaret Elizabeth Chapman \| – \| \| 28. Juli 2025 – 3. August 2025 1 Woche \| 1 \| Justin Bieber \| Daisies Carter Lang, Daniel Chetrit, Dijon Duenas, Dylan Patrice Wiggins, Eddie Benjamin, Justin Drew Bieber, Michael Gordon, Tobias MacDonald Jesso Jr. \| – \| \| 4. August 2025 – 24. August 2025 3 Wochen \| 3 \| Huntr/x feat. Ejae, Audrey Nuna & Rei Ami \| Golden Kim Eun-jae, Mark Sonnenblick \| – \| |                                          |                                           | |                           |
| ← 2024 |                                          |                                           | |                           |
| Zeitraum | Wo. ges.                                 | Interpret                                 | Titel Autor(en) | Zusätzliche Informationen |
| (Zeitraum, Wochen auf Platz eins, Interpret, Titel, Autor[en], zusätzliche Informationen) |                                          |                                           | |                           |
| 30. Dezember 2024 – 5. Januar 2025 1 Woche (insgesamt 9) | 9                                        | Mariah Carey                              | All I Want for Christmas Is You Walter N. Afanasieff, Mariah Carey | –                         |
| 6. Januar 2025 – 2. Februar 2025 4 Wochen (insgesamt 14) | 14                                       | Rosé & Bruno Mars                         | Apt. Theron Makiel Thomas, Philip Martin Lawrence II, Michael Donald Chapman, Peter Gene Hernandez, Christopher Steven Brown, Rogét Lufti Chahayed, Park Chae-young, Nicholas Barry Chinn, Omer Fedi, Henry Russell Walter, Amy Rose Allen | –                         |
| 3. Februar 2025 – 16. Februar 2025 2 Wochen | 2                                        | Lola Young                                | Messy Lola Emily Mary Young, Conor Luke Dickinson | –                         |
| 17. Februar 2025 – 2. März 2025 2 Wochen | 2                                        | Kendrick Lamar                            | Not Like Us Raymond Charles Robinson, Sean Aaron Momberger, Kendrick Lamar Duckworth, Dijon Isaiah McFarlane | –                         |
| 3. März 2025 – 23. März 2025 3 Wochen (insgesamt 14) | 14                                       | Rosé & Bruno Mars                         | Apt. Theron Makiel Thomas, Philip Martin Lawrence II, Michael Donald Chapman, Peter Gene Hernandez, Christopher Steven Brown, Rogét Lufti Chahayed, Park Chae-young, Nicholas Barry Chinn, Omer Fedi, Henry Russell Walter, Amy Rose Allen | –                         |
| 24. März 2025 – 30. März 2025 1 Woche | 1                                        | Doechii                                   | Anxiety Jaylah Ji’mya Hickmon, Walter Andre E. De Backer, Luiz Floriano Bonfá | –                         |
| 31. März 2025 – 27. Juli 2025 17 Wochen | 17                                       | Alex Warren                               | Ordinary Alexander Warren Hughes, Adam Yaron, Caleb Shapiro, Margaret Elizabeth Chapman | –                         |
| 28. Juli 2025 – 3. August 2025 1 Woche | 1                                        | Justin Bieber                             | Daisies Carter Lang, Daniel Chetrit, Dijon Duenas, Dylan Patrice Wiggins, Eddie Benjamin, Justin Drew Bieber, Michael Gordon, Tobias MacDonald Jesso Jr.                                                                                   | –                         |
| 4. August 2025 – 24. August 2025 3 Wochen | 3                                        | Huntr/x feat. Ejae, Audrey Nuna & Rei Ami | Golden Kim Eun-jae, Mark Sonnenblick | –                         |

## Alben
| ← 2024 ← | Liste der Nummer-eins-Hits in Australien | Liste der Nummer-eins-Hits in Australien | Liste der Nummer-eins-Hits in Australien   |                           |
| \| Zeitraum \| Wo. ges. \| Interpret \| Titel \| Zusätzliche Informationen \| \| (Zeitraum, Wochen auf Platz eins, Interpret, Titel, zusätzliche Informationen) \| \| \| \| \| \| ------------------------------------------------------------------------------ \| -------- \| ----------------- \| ------------------------------------------ \| ------------------------- \| \| 30. Dezember 2024 – 26. Januar 2025 4 Wochen (insgesamt 13) \| 13 \| Sabrina Carpenter \| Short n’ Sweet \| – \| \| 27. Januar 2025 – 2. Februar 2025 1 Woche (insgesamt 3) \| 3 \| Gracie Abrams \| The Secret of Us \| – \| \| 3. Februar 2025 – 9. Februar 2025 1 Woche \| 1 \| Teddy Swims \| I’ve Tried Everything but Therapy (Part 2) \| – \| \| 10. Februar 2025 – 16. Februar 2025 1 Woche \| 1 \| The Weeknd \| Hurry Up Tomorrow \| – \| \| 17. Februar 2025 – 23. Februar 2025 1 Woche (insgesamt 2) \| 2 \| Kendrick Lamar \| GNX \| – \| \| 24. Februar 2025 – 2. März 2025 1 Woche (insgesamt 13) \| 13 \| Sabrina Carpenter \| Short n’ Sweet \| – \| \| 3. März 2025 – 9. März 2025 1 Woche \| 1 \| Tate McRae \| So Close to What \| – \| \| 10. März 2025 – 16. März 2025 1 Woche (insgesamt 6) \| 6 \| Billie Eilish \| Hit Me Hard and Soft \| – \| \| 17. März 2025 – 23. März 2025 1 Woche \| 1 \| Lady Gaga \| Mayhem \| – \| \| 24. März 2025 – 30. März 2025 1 Woche \| 1 \| Playboi Carti \| Music \| – \| \| 31. März 2025 – 6. April 2025 1 Woche (insgesamt 13) \| 13 \| Sabrina Carpenter \| Short n’ Sweet \| – \| \| 7. April 2025 – 13. April 2025 1 Woche (insgesamt 4) \| 4 \| Ariana Grande \| Eternal Sunshine \| – \| \| 14. April 2025 – 20. April 2025 1 Woche \| 1 \| Ball Park Music \| Like Love \| – \| \| 21. April 2025 – 27. April 2025 1 Woche \| 1 \| Bliss n Eso \| The Moon (The Light Side) \| – \| \| 28. April 2025 – 4. Mai 2025 1 Woche (insgesamt 13) \| 13 \| Sabrina Carpenter \| Short n’ Sweet \| – \| \| 5. Mai 2025 – 11. Mai 2025 1 Woche \| 1 \| Ghost \| Skeletá \| – \| \| 12. Mai 2025 – 18. Mai 2025 1 Woche (insgesamt 3) \| 3 \| Gracie Abrams \| The Secret of Us \| – \| \| 19. Mai 2025 – 25. Mai 2025 1 Woche \| 1 \| Sleep Token \| Even in Arcadia \| – \| \| 26. Mai 2025 – 15. Juni 2025 3 Wochen \| 3 \| Morgan Wallen \| I’m the Problem \| – \| \| 16. Juni 2025 – 22. Juni 2025 1 Woche \| 1 \| Jimmy Barnes \| Defiant \| – \| \| 23. Juni 2025 – 29. Juni 2025 1 Woche \| 1 \| Calum Hood \| Order Chaos Order \| – \| \| 30. Juni 2025 – 6. Juli 2025 1 Woche \| 1 \| Benson Boone \| American Heart \| – \| \| 7. Juli 2025 – 13. Juli 2025 1 Woche \| 1 \| Lorde \| Virgin \| – \| \| 14. Juli 2025 – 10. August 2025 4 Wochen (insgesamt 5) \| 5 \| (Soundtrack) \| KPop Demon Hunters (From the Netflix Film) \| – \| \| 11. August 2025 – 17. August 2025 1 Woche \| 1 \| Hilltop Hoods \| Fall from the Light \| – \| \| 18. August 2025 – 24. August 2025 1 Woche (insgesamt 5) \| 5 \| (Soundtrack) \| KPop Demon Hunters (From the Netflix Film) \| – \| |                                          |                                          |                                            |                           |
| ← 2024 |                                          |                                          |                                            |                           |
| Zeitraum | Wo. ges.                                 | Interpret                                | Titel                                      | Zusätzliche Informationen |
| (Zeitraum, Wochen auf Platz eins, Interpret, Titel, zusätzliche Informationen) |                                          |                                          |                                            |                           |
| 30. Dezember 2024 – 26. Januar 2025 4 Wochen (insgesamt 13) | 13                                       | Sabrina Carpenter                        | Short n’ Sweet                             | –                         |
| 27. Januar 2025 – 2. Februar 2025 1 Woche (insgesamt 3) | 3                                        | Gracie Abrams                            | The Secret of Us                           | –                         |
| 3. Februar 2025 – 9. Februar 2025 1 Woche | 1                                        | Teddy Swims                              | I’ve Tried Everything but Therapy (Part 2) | –                         |
| 10. Februar 2025 – 16. Februar 2025 1 Woche | 1                                        | The Weeknd                               | Hurry Up Tomorrow                          | –                         |
| 17. Februar 2025 – 23. Februar 2025 1 Woche (insgesamt 2) | 2                                        | Kendrick Lamar                           | GNX                                        | –                         |
| 24. Februar 2025 – 2. März 2025 1 Woche (insgesamt 13) | 13                                       | Sabrina Carpenter                        | Short n’ Sweet                             | –                         |
| 3. März 2025 – 9. März 2025 1 Woche | 1                                        | Tate McRae                               | So Close to What                           | –                         |
| 10. März 2025 – 16. März 2025 1 Woche (insgesamt 6) | 6                                        | Billie Eilish                            | Hit Me Hard and Soft                       | –                         |
| 17. März 2025 – 23. März 2025 1 Woche | 1                                        | Lady Gaga                                | Mayhem                                     | –                         |
| 24. März 2025 – 30. März 2025 1 Woche | 1                                        | Playboi Carti                            | Music                                      | –                         |
| 31. März 2025 – 6. April 2025 1 Woche (insgesamt 13) | 13                                       | Sabrina Carpenter                        | Short n’ Sweet                             | –                         |
| 7. April 2025 – 13. April 2025 1 Woche (insgesamt 4) | 4                                        | Ariana Grande                            | Eternal Sunshine                           | –                         |
| 14. April 2025 – 20. April 2025 1 Woche | 1                                        | Ball Park Music                          | Like Love                                  | –                         |
| 21. April 2025 – 27. April 2025 1 Woche | 1                                        | Bliss n Eso                              | The Moon (The Light Side)                  | –                         |
| 28. April 2025 – 4. Mai 2025 1 Woche (insgesamt 13) | 13                                       | Sabrina Carpenter                        | Short n’ Sweet                             | –                         |
| 5. Mai 2025 – 11. Mai 2025 1 Woche | 1                                        | Ghost                                    | Skeletá                                    | –                         |
| 12. Mai 2025 – 18. Mai 2025 1 Woche (insgesamt 3) | 3                                        | Gracie Abrams                            | The Secret of Us                           | –                         |
| 19. Mai 2025 – 25. Mai 2025 1 Woche | 1                                        | Sleep Token                              | Even in Arcadia                            | –                         |
| 26. Mai 2025 – 15. Juni 2025 3 Wochen | 3                                        | Morgan Wallen                            | I’m the Problem                            | –                         |
| 16. Juni 2025 – 22. Juni 2025 1 Woche | 1                                        | Jimmy Barnes                             | Defiant                                    | –                         |
| 23. Juni 2025 – 29. Juni 2025 1 Woche | 1                                        | Calum Hood                               | Order Chaos Order                          | –                         |
| 30. Juni 2025 – 6. Juli 2025 1 Woche | 1                                        | Benson Boone                             | American Heart                             | –                         |
| 7. Juli 2025 – 13. Juli 2025 1 Woche | 1                                        | Lorde                                    | Virgin                                     | –                         |
| 14. Juli 2025 – 10. August 2025 4 Wochen (insgesamt 5) | 5                                        | (Soundtrack)                             | KPop Demon Hunters (From the Netflix Film) | –                         |
| 11. August 2025 – 17. August 2025 1 Woche | 1                                        | Hilltop Hoods                            | Fall from the Light                        | –                         |
| 18. August 2025 – 24. August 2025 1 Woche (insgesamt 5) | 5                                        | (Soundtrack)                             | KPop Demon Hunters (From the Netflix Film) | –                         |